# Список астероїдів (184001—184100)
| Назва               | Тимчасове позначення | Дата відкриття  | Місце відкриття             | Відкривач                   |
| ------------------- | -------------------- | --------------- | --------------------------- | --------------------------- |
| (184001) 2004 EQ78  | 2004 EQ78            | 15 березня 2004 | Каталінський огляд          | Каталінський огляд          |
| (184002) 2004 EO80  | 2004 EO80            | 14 березня 2004 | Сокорро (Нью-Мексико)       | LINEAR                      |
| (184003) 2004 EH82  | 2004 EH82            | 15 березня 2004 | Сокорро (Нью-Мексико)       | LINEAR                      |
| (184004) 2004 EO84  | 2004 EO84            | 15 березня 2004 | Сокорро (Нью-Мексико)       | LINEAR                      |
| (184005) 2004 EH90  | 2004 EH90            | 14 березня 2004 | Обсерваторія Кітт-Пік       | Spacewatch                  |
| (184006) 2004 EF91  | 2004 EF91            | 15 березня 2004 | Обсерваторія Кітт-Пік       | Spacewatch                  |
| (184007) 2004 EX92  | 2004 EX92            | 15 березня 2004 | Сокорро (Нью-Мексико)       | LINEAR                      |
| (184008) 2004 EY92  | 2004 EY92            | 15 березня 2004 | Сокорро (Нью-Мексико)       | LINEAR                      |
| (184009) 2004 EJ95  | 2004 EJ95            | 15 березня 2004 | Сокорро (Нью-Мексико)       | LINEAR                      |
| (184010) 2004 EE97  | 2004 EE97            | 10 березня 2004 | Паломарська обсерваторія    | NEAT                        |
| (184011) 2004 FT4   | 2004 FT4             | 19 березня 2004 | Обсерваторія Антарес        | Роберт Голмс                |
| (184012) 2004 FT12  | 2004 FT12            | 16 березня 2004 | Каталінський огляд          | Каталінський огляд          |
| (184013) 2004 FY20  | 2004 FY20            | 16 березня 2004 | Каталінський огляд          | Каталінський огляд          |
| (184014) 2004 FA24  | 2004 FA24            | 17 березня 2004 | Обсерваторія Кітт-Пік       | Spacewatch                  |
| (184015) 2004 FH24  | 2004 FH24            | 17 березня 2004 | Обсерваторія Кітт-Пік       | Spacewatch                  |
| (184016) 2004 FW27  | 2004 FW27            | 17 березня 2004 | Обсерваторія Кітт-Пік       | Spacewatch                  |
| (184017) 2004 FP31  | 2004 FP31            | 30 березня 2004 | Сокорро (Нью-Мексико)       | LINEAR                      |
| (184018) 2004 FP33  | 2004 FP33            | 16 березня 2004 | Сокорро (Нью-Мексико)       | LINEAR                      |
| (184019) 2004 FM35  | 2004 FM35            | 16 березня 2004 | Сокорро (Нью-Мексико)       | LINEAR                      |
| (184020) 2004 FA36  | 2004 FA36            | 16 березня 2004 | Сокорро (Нью-Мексико)       | LINEAR                      |
| (184021) 2004 FY36  | 2004 FY36            | 16 березня 2004 | Обсерваторія Кітт-Пік       | Spacewatch                  |
| (184022) 2004 FE39  | 2004 FE39            | 17 березня 2004 | Обсерваторія Кітт-Пік       | Spacewatch                  |
| (184023) 2004 FY39  | 2004 FY39            | 18 березня 2004 | Обсерваторія Кітт-Пік       | Spacewatch                  |
| (184024) 2004 FO42  | 2004 FO42            | 18 березня 2004 | Обсерваторія Кітт-Пік       | Spacewatch                  |
| (184025) 2004 FG44  | 2004 FG44            | 16 березня 2004 | Каталінський огляд          | Каталінський огляд          |
| (184026) 2004 FO45  | 2004 FO45            | 16 березня 2004 | Сокорро (Нью-Мексико)       | LINEAR                      |
| (184027) 2004 FG50  | 2004 FG50            | 18 березня 2004 | Сокорро (Нью-Мексико)       | LINEAR                      |
| (184028) 2004 FJ55  | 2004 FJ55            | 19 березня 2004 | Сокорро (Нью-Мексико)       | LINEAR                      |
| (184029) 2004 FH62  | 2004 FH62            | 19 березня 2004 | Сокорро (Нью-Мексико)       | LINEAR                      |
| (184030) 2004 FT63  | 2004 FT63            | 19 березня 2004 | Сокорро (Нью-Мексико)       | LINEAR                      |
| (184031) 2004 FX64  | 2004 FX64            | 19 березня 2004 | Сокорро (Нью-Мексико)       | LINEAR                      |
| (184032) 2004 FA65  | 2004 FA65            | 19 березня 2004 | Сокорро (Нью-Мексико)       | LINEAR                      |
| (184033) 2004 FD65  | 2004 FD65            | 19 березня 2004 | Сокорро (Нью-Мексико)       | LINEAR                      |
| (184034) 2004 FM66  | 2004 FM66            | 20 березня 2004 | Сокорро (Нью-Мексико)       | LINEAR                      |
| (184035) 2004 FF67  | 2004 FF67            | 20 березня 2004 | Сокорро (Нью-Мексико)       | LINEAR                      |
| (184036) 2004 FL67  | 2004 FL67            | 20 березня 2004 | Сокорро (Нью-Мексико)       | LINEAR                      |
| (184037) 2004 FD75  | 2004 FD75            | 17 березня 2004 | Обсерваторія Кітт-Пік       | Spacewatch                  |
| (184038) 2004 FW77  | 2004 FW77            | 19 березня 2004 | Сокорро (Нью-Мексико)       | LINEAR                      |
| (184039) 2004 FG82  | 2004 FG82            | 17 березня 2004 | Обсерваторія Кітт-Пік       | Spacewatch                  |
| (184040) 2004 FJ82  | 2004 FJ82            | 17 березня 2004 | Обсерваторія Кітт-Пік       | Spacewatch                  |
| (184041) 2004 FQ84  | 2004 FQ84            | 18 березня 2004 | Сокорро (Нью-Мексико)       | LINEAR                      |
| (184042) 2004 FF86  | 2004 FF86            | 19 березня 2004 | Паломарська обсерваторія    | NEAT                        |
| (184043) 2004 FG86  | 2004 FG86            | 19 березня 2004 | Паломарська обсерваторія    | NEAT                        |
| (184044) 2004 FM86  | 2004 FM86            | 19 березня 2004 | Паломарська обсерваторія    | NEAT                        |
| (184045) 2004 FV87  | 2004 FV87            | 19 березня 2004 | Сокорро (Нью-Мексико)       | LINEAR                      |
| (184046) 2004 FH90  | 2004 FH90            | 20 березня 2004 | Сокорро (Нью-Мексико)       | LINEAR                      |
| (184047) 2004 FX92  | 2004 FX92            | 18 березня 2004 | Обсерваторія Кітт-Пік       | Spacewatch                  |
| (184048) 2004 FU96  | 2004 FU96            | 23 березня 2004 | Сокорро (Нью-Мексико)       | LINEAR                      |
| (184049) 2004 FB99  | 2004 FB99            | 20 березня 2004 | Сокорро (Нью-Мексико)       | LINEAR                      |
| (184050) 2004 FL99  | 2004 FL99            | 21 березня 2004 | Обсерваторія Кітт-Пік       | Spacewatch                  |
| (184051) 2004 FQ102 | 2004 FQ102           | 22 березня 2004 | Сокорро (Нью-Мексико)       | LINEAR                      |
| (184052) 2004 FR102 | 2004 FR102           | 22 березня 2004 | Сокорро (Нью-Мексико)       | LINEAR                      |
| (184053) 2004 FN110 | 2004 FN110           | 25 березня 2004 | Станція Андерсон-Меса       | LONEOS                      |
| (184054) 2004 FM113 | 2004 FM113           | 21 березня 2004 | Обсерваторія Кітт-Пік       | Spacewatch                  |
| (184055) 2004 FD126 | 2004 FD126           | 27 березня 2004 | Сокорро (Нью-Мексико)       | LINEAR                      |
| (184056) 2004 FE128 | 2004 FE128           | 27 березня 2004 | Сокорро (Нью-Мексико)       | LINEAR                      |
| (184057) 2004 FY130 | 2004 FY130           | 22 березня 2004 | Станція Андерсон-Меса       | LONEOS                      |
| (184058) 2004 FC139 | 2004 FC139           | 20 березня 2004 | Станція Андерсон-Меса       | LONEOS                      |
| (184059) 2004 FG143 | 2004 FG143           | 28 березня 2004 | Обсерваторія Кітт-Пік       | Spacewatch                  |
| (184060) 2004 FR146 | 2004 FR146           | 27 березня 2004 | Станція Андерсон-Меса       | LONEOS                      |
| (184061) 2004 FM148 | 2004 FM148           | 29 березня 2004 | Сокорро (Нью-Мексико)       | LINEAR                      |
| (184062) 2004 FZ151 | 2004 FZ151           | 17 березня 2004 | Обсерваторія Кітт-Пік       | Spacewatch                  |
| (184063) 2004 FS162 | 2004 FS162           | 18 березня 2004 | Обсерваторія Кітт-Пік       | Spacewatch                  |
| (184064) 2004 GM    | 2004 GM              | 10 квітня 2004  | Обсерваторія Столова Гора   | Дж. Янґ                     |
| (184065) 2004 GW4   | 2004 GW4             | 11 квітня 2004  | Паломарська обсерваторія    | NEAT                        |
| (184066) 2004 GQ7   | 2004 GQ7             | 12 квітня 2004  | Станція Андерсон-Меса       | LONEOS                      |
| (184067) 2004 GT7   | 2004 GT7             | 12 квітня 2004  | Станція Андерсон-Меса       | LONEOS                      |
| (184068) 2004 GX7   | 2004 GX7             | 12 квітня 2004  | Станція Андерсон-Меса       | LONEOS                      |
| (184069) 2004 GH9   | 2004 GH9             | 12 квітня 2004  | Обсерваторія Кітт-Пік       | Spacewatch                  |
| (184070) 2004 GW12  | 2004 GW12            | 11 квітня 2004  | Паломарська обсерваторія    | NEAT                        |
| (184071) 2004 GD17  | 2004 GD17            | 10 квітня 2004  | Паломарська обсерваторія    | NEAT                        |
| (184072) 2004 GM17  | 2004 GM17            | 11 квітня 2004  | Каталінський огляд          | Каталінський огляд          |
| (184073) 2004 GU18  | 2004 GU18            | 14 квітня 2004  | Станція Андерсон-Меса       | LONEOS                      |
| (184074) 2004 GS20  | 2004 GS20            | 10 квітня 2004  | Паломарська обсерваторія    | NEAT                        |
| (184075) 2004 GU20  | 2004 GU20            | 10 квітня 2004  | Паломарська обсерваторія    | NEAT                        |
| (184076) 2004 GY23  | 2004 GY23            | 13 квітня 2004  | Каталінський огляд          | Каталінський огляд          |
| (184077) 2004 GC24  | 2004 GC24            | 13 квітня 2004  | Каталінський огляд          | Каталінський огляд          |
| (184078) 2004 GY25  | 2004 GY25            | 14 квітня 2004  | Обсерваторія Кітт-Пік       | Spacewatch                  |
| (184079) 2004 GC27  | 2004 GC27            | 14 квітня 2004  | Паломарська обсерваторія    | NEAT                        |
| (184080) 2004 GC30  | 2004 GC30            | 12 квітня 2004  | Обсерваторія Кітт-Пік       | Spacewatch                  |
| (184081) 2004 GR33  | 2004 GR33            | 12 квітня 2004  | Обсерваторія Кітт-Пік       | Spacewatch                  |
| (184082) 2004 GY34  | 2004 GY34            | 13 квітня 2004  | Паломарська обсерваторія    | NEAT                        |
| (184083) 2004 GR36  | 2004 GR36            | 13 квітня 2004  | Паломарська обсерваторія    | NEAT                        |
| (184084) 2004 GY38  | 2004 GY38            | 15 квітня 2004  | Станція Андерсон-Меса       | LONEOS                      |
| (184085) 2004 GS39  | 2004 GS39            | 15 квітня 2004  | Обсерваторія Сайдинг-Спрінг | Обсерваторія Сайдинг-Спрінг |
| (184086) 2004 GG40  | 2004 GG40            | 11 квітня 2004  | Паломарська обсерваторія    | NEAT                        |
| (184087) 2004 GP41  | 2004 GP41            | 13 квітня 2004  | Паломарська обсерваторія    | NEAT                        |
| (184088) 2004 GD53  | 2004 GD53            | 13 квітня 2004  | Обсерваторія Кітт-Пік       | Spacewatch                  |
| (184089) 2004 GZ58  | 2004 GZ58            | 12 квітня 2004  | Станція Андерсон-Меса       | LONEOS                      |
| (184090) 2004 GE70  | 2004 GE70            | 13 квітня 2004  | Обсерваторія Кітт-Пік       | Spacewatch                  |
| (184091) 2004 GL72  | 2004 GL72            | 14 квітня 2004  | Обсерваторія Кітт-Пік       | Spacewatch                  |
| (184092) 2004 GZ72  | 2004 GZ72            | 14 квітня 2004  | Станція Андерсон-Меса       | LONEOS                      |
| (184093) 2004 GG77  | 2004 GG77            | 13 квітня 2004  | Обсерваторія Сайдинг-Спрінг | Обсерваторія Сайдинг-Спрінг |
| (184094) 2004 GF81  | 2004 GF81            | 13 квітня 2004  | Обсерваторія Кітт-Пік       | Spacewatch                  |
| (184095) 2004 HH3   | 2004 HH3             | 16 квітня 2004  | Станція Андерсон-Меса       | LONEOS                      |
| 184096 Kazlauskas   | 2004 HB4             | 16 квітня 2004  | Молетайська обсерваторія    | К. Серніс, Й. Зданавісіус   |
| (184097) 2004 HQ4   | 2004 HQ4             | 16 квітня 2004  | Сокорро (Нью-Мексико)       | LINEAR                      |
| (184098) 2004 HG8   | 2004 HG8             | 16 квітня 2004  | Обсерваторія Кітт-Пік       | Spacewatch                  |
| (184099) 2004 HM10  | 2004 HM10            | 17 квітня 2004  | Сокорро (Нью-Мексико)       | LINEAR                      |
| (184100) 2004 HQ10  | 2004 HQ10            | 17 квітня 2004  | Сокорро (Нью-Мексико)       | LINEAR                      |